# 屯佃站
屯佃站是一个位于中国北京市海淀区西北旺地区屯佃村东北侧、上庄路与北清路交叉口西北侧，属于北京地铁16号线的地铁车站，2016年12月31日开通。

## 车站結構

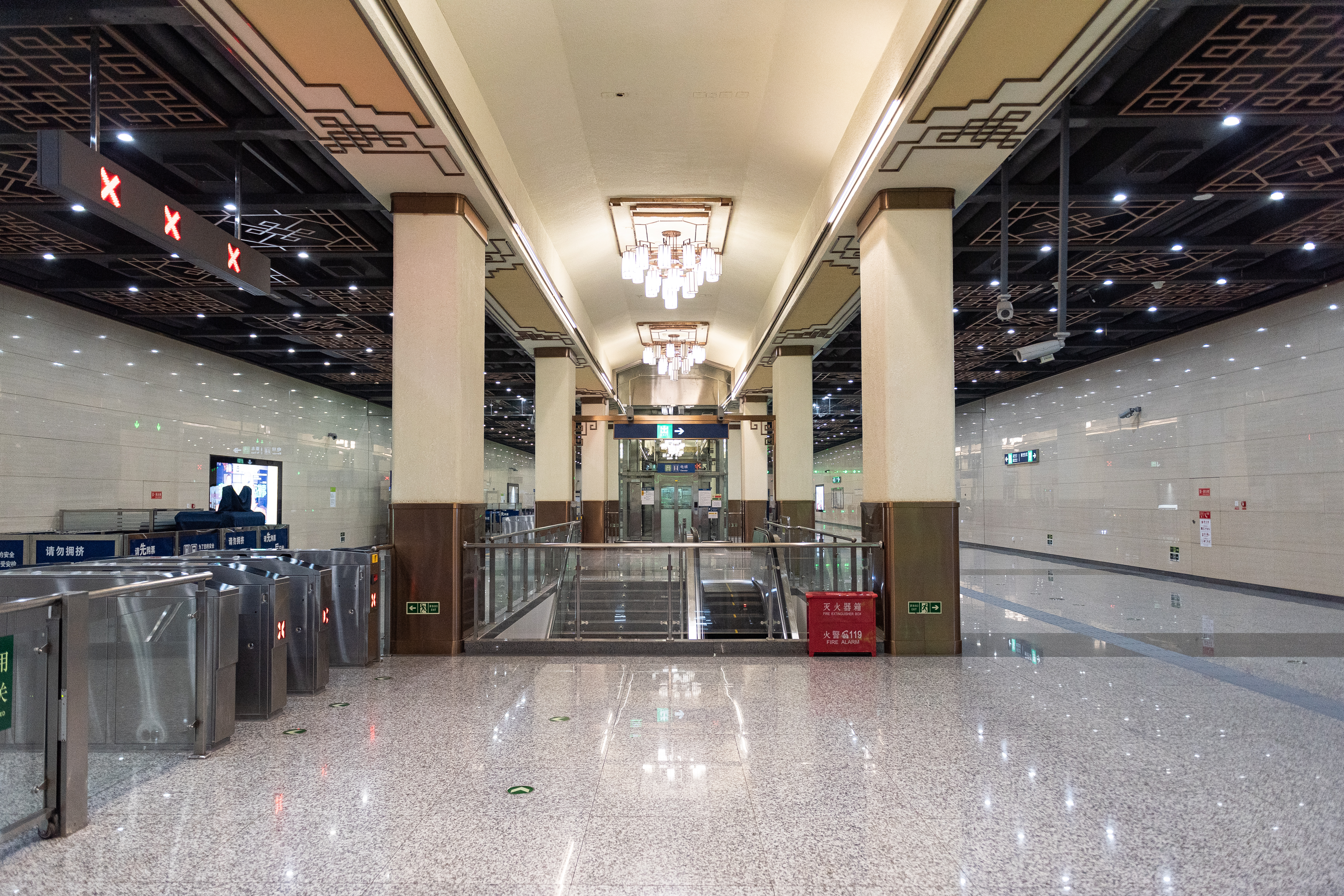
站厅（2021年3月摄）

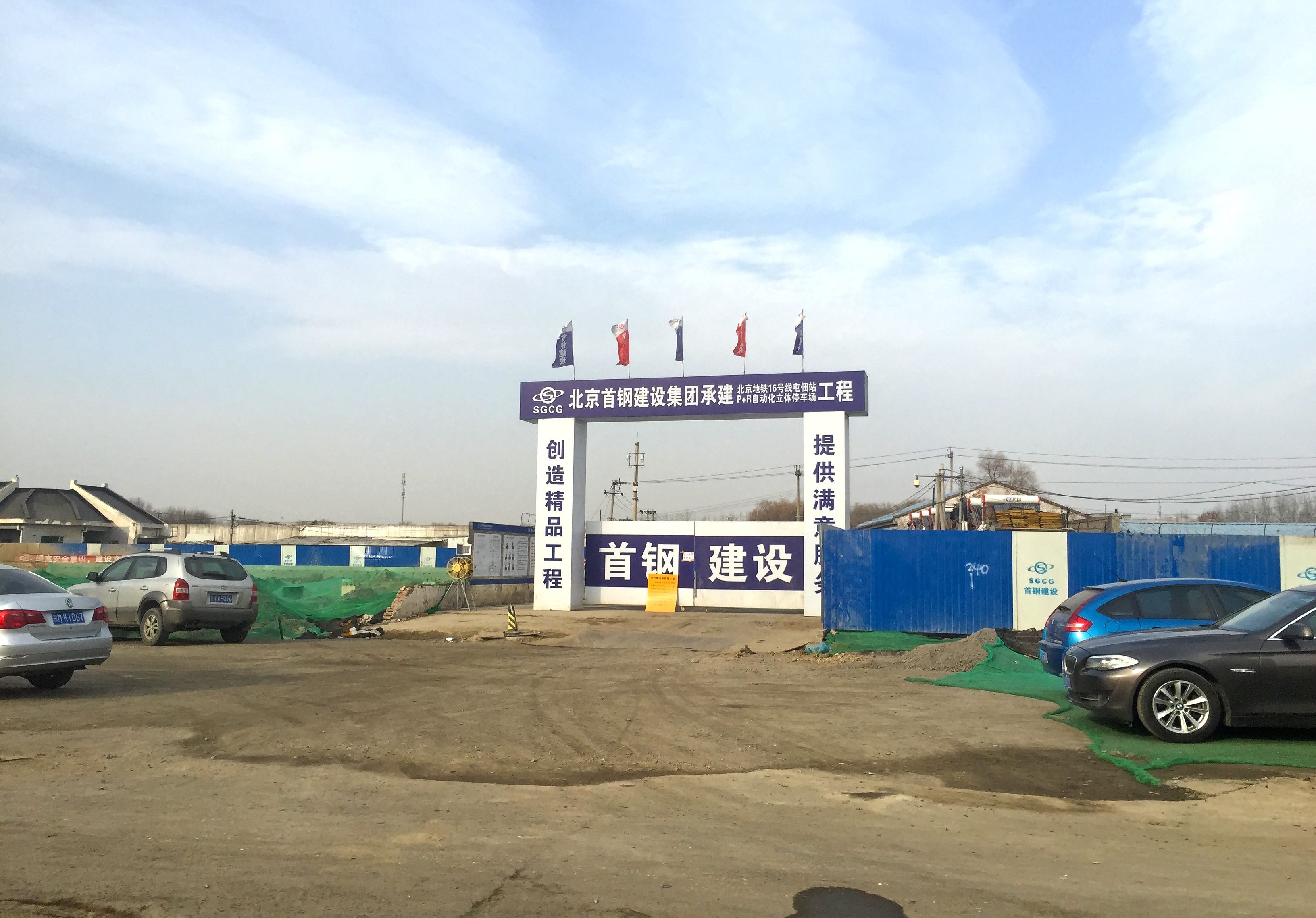
建设中的屯佃站P+R立体停车场（2016年12月摄）

### 车站楼层
屯佃车站为双柱三跨结构，是地下双层岛式车站，车站长度为299.9米，标准段宽度为21.1米，底板埋深约18.5米。站台宽度为12米。车站主体结构采用明挖方式施工。
| 地面层          | 出入口                   | A-D出入口                        |
| 地下一层 站厅层 | 站厅                     | 票务服务、自动售票机、一卡通充值 |
| 地下二层 站台层 |                          | █ 16号线往北安河（稻香湖路）     |
| 地下二层 站台层 | 岛式站台，左側開门       |                                  |
| 地下二层 站台层 | █ 16号线往宛平城（永丰） |                                  |

## 出入口
屯佃站有3个出入口，分别是西北（A）、东南（C）、西南（D），其中C口设有直梯。
|                       |        |                                        |      |            |
| 編號                  | 指示   | 建議前往目的地                         | 照片 | 无障碍设施 |
| 出口 · A              | 北清路 | 北清路（北侧）                         |      | 不適用     |
| 出口 · C · 升降机标志 | 北清路 | 北清路（南侧）、西北旺镇第二实验幼儿园 |      |            |
| 出口 · D              | 北清路 | 北清路（北侧）                         |      | 不適用     |
| 註： 設有             |        |                                        |      |            |

## 历史
2011年，在海淀山后线最初的规划中，稻香湖路站和永丰站之间设有屯佃站、上庄路站两个车站，且均为高架站。2013年，上庄路站的规划取消，屯佃站也改为地下站，当时的中心里程为BK6+294.000，后来将位置东移1.5公里，中心里程改为BK7+804.500，从而兼顾承担上庄路片区的乘车需求。
屯佃站于2014年6月17日开工，2015年7月29日封顶，屯佃站至永丰站盾构区间双线于2015年11月23日顺利贯通，屯佃站铺轨基地也已于2016年3月开建。